# Heinrich Rickert (Philosoph)

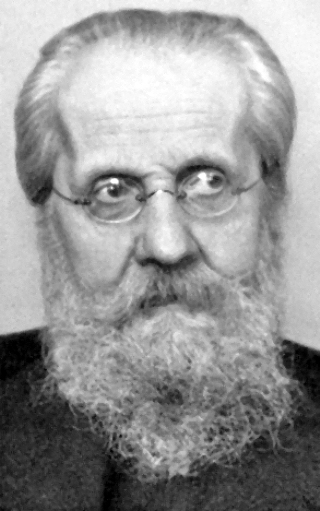
Heinrich Rickert um 1930

Heinrich John Rickert (* 25. Mai 1863 in Danzig, Königreich Preußen; † 25. Juli 1936 in Heidelberg) war ein deutscher Philosoph, der den Neukantianismus und die sogenannte Wertphilosophie vertrat.

## Leben
Heinrich Rickert war ein Sohn des Redakteurs und Politikers Heinrich Rickert und dessen Ehefrau Annette, geb. Stoddart (1839–1889). Er erhielt zunächst Privatunterricht in Danzig und Berlin und besuchte anschließend das Gymnasium zum Grauen Kloster in Berlin. Er verließ die Schule bereits vor dem Abitur und hörte in den Jahren 1884 bis 1885 an der Friedrich-Wilhelms-Universität Berlin Vorlesungen bei Herman Grimm (Kunstgeschichte), Heinrich von Treitschke (Geschichte), Emil du Bois-Reymond (Physiologie), bei Wilhelm Scherer (Poetik) sowie bei Friedrich Paulsen (Philosophie). Paulsens Vorlesungen gaben den Anstoß dafür, dass sich Rickert für die Philosophie entschied.
Ab 1885 studierte er, nachdem er sein Abitur nachgeholt hatte, an der Kaiser-Wilhelms-Universität Straßburg Philosophie besonders bei Wilhelm Windelband, zudem die Nebenfächer Nationalökonomie (bei Georg Friedrich Knapp und Lujo Brentano) sowie Physiologie (bei Friedrich Goltz).
1886 lernte er in Zürich privat den Philosophen Richard Avenarius kennen. 1888 wurde Rickert bei Wilhelm Windelband mit dem Thema „Zur Lehre von der Definition“ zum Dr. phil. promoviert. Er kehrte 1888 nach Berlin zurück und übersiedelte 1889 aus gesundheitlichen Gründen nach Freiburg im Breisgau.
Dort habilitierte er sich 1891 bei Alois Riehl mit der Schrift Der Gegenstand der Erkenntnis und wirkte anschließend an der Albert-Ludwigs-Universität Freiburg zunächst als Privatdozent und ab 1894 als außerordentlicher Professor für Philosophie. Nachdem er 1896 einen Ruf nach Rostock abgelehnt hatte, wurde er im gleichen Jahr in Freiburg Ordinarius. 1915 habilitierte sich Martin Heidegger bei ihm mit einer Arbeit über Johannes Duns Scotus, die er angeblich nicht selbst gelesen hat.
1915 erhielt Rickert einen Ruf an die Ruprecht-Karls-Universität Heidelberg als Nachfolger von Wilhelm Windelband. Sein Nachfolger in Freiburg wurde Edmund Husserl. Seine Kollegen in Heidelberg waren seinerzeit Hans Driesch, Karl Jaspers, Heinrich Maier, Hermann Glockner, Ernst Hoffmann und Erich Rothacker. Rickert gehörte zu den Gegnern der Phänomenologie (Rickerts Freiburger Nachfolger Edmund Husserl, Heidegger), der Lebensphilosophie (Henri Bergson) und der Existenzphilosophie (Karl Jaspers). 1932 wurde er emeritiert, vertrat seinen Lehrstuhl aber noch bis zum Sommersemester 1934. Sein Nachfolger wurde Ernst Krieck.
Rickert verkörperte, nach den Erinnerungen seines Kollegen Rothacker, den „Typus des Professors, wie er im Buche stand“. Er soll unter Platzangst gelitten haben und war so übergewichtig, dass seine Ehefrau und sein Schüler und Privatsekretär August Faust ihn mit vereinten Kräften auf das Katheder schieben mussten.
Für sein Faust-Buch, das er 1932 nach lebenslanger Beschäftigung mit dem Thema (auch in Vorlesungen) und mehreren Vorstudien veröffentlichte, wurde Rickert im Jahr darauf die Goethe-Medaille verliehen.
Weitere Schüler Rickerts waren Broder Christiansen (1869–1958), Bruno Bauch (1877–1942), Richard Kroner (1884–1974), Lenore Kühn (1878–1955), Günter Ralfs (1899–1960), Rudolf Zocher (1887–1976), Ioannis N. Theodorakopoulos (1900–1981) und vor allem Emil Lask (1875–1915), mit dem er befreundet war und in dem er wohl auch seinen eigentlichen philosophischen Erben sah.
Die beiden bildenden Künstler Franz Rickert (Goldschmied, 1904–1991) und Arnold Rickert (Bildhauer, 1889–1976) aus der Ehe mit Sophie, geb. Keibel (1864–1951), sind seine Söhne.
Sein Nachlass befindet sich in der Universitätsbibliothek Heidelberg.

## Lehre
Ausgangspunkt ist mit Kant die objektive Wissenschaft mit wahren Erkenntnissen sowohl in der Natur- als auch in der Kulturwissenschaft. Rickert ersetzte Windelbands absoluten Gegensatz zwischen nomothetisch-naturwissenschaftlichem und idiographisch-geschichtlichem Verfahren durch einen relativen Unterschied zwischen generalisierender und individualisierender Methode. In der Erkenntnistheorie vertrat er einen transzendentalen Idealismus, der mit dem empirischen Realismus der Einzelwissenschaften übereinstimmen soll und das transzendente Sollen, nicht das Sein eines Wahrheitswerts, als Gegenstand der Erkenntnis sieht. „Das Logische existiert nicht, sondern es gilt.“ Die Anerkennung des Sollens verleiht den Urteilsakten ihre Wahrheit. Urteilen ist immer Beurteilen und damit Werten.
Der Gegenstand der Philosophie ist das Ganze der Welt im Sinne einer Idee, die zu verwirklichen ist („Weltallswissenschaft“). Die Philosophie als „allseitige Theorie des gesamten Kulturlebens“ erarbeitet in objektiver Weise ein „System der Werte“ mit Rücksicht auf die geschichtliche Bedingtheit des Menschen. Durch die Beachtung der Geschichte ist der Historismus zu überwinden. Die Werttheorie zielt darauf ab, Kants Moralismus zu überwinden, das kritische Prinzip aber beizubehalten. Philosophie ist nicht bloße „Weltanschauung“, da sie von zufälligen Lebensinteressen frei ist. Eine inhaltliche Füllung dieser Kulturtheorie ist Rickert nur im Ansatz gelungen.
Rickerts Deutung von Johann Gottlieb Fichtes Staatssozialismus (1922) siedelte ihn zwischen dem Liberalismus und Kommunismus an. Diesen Ansatz versuchte Rickerts Schüler August Faust nach 1933 für den Nationalsozialismus fruchtbar zu machen.

## Ehrungen
- 1906: Orden vom Zähringer Löwen, Ritterkreuz
- 1910: Geheimer Hofrat
- 1916: Mitglied der Heidelberger Akademie der Wissenschaften
- 1917: Korrespondierendes Mitglied der Bayerischen Akademie der Wissenschaften
- 1918: Orden Berthold des Ersten, Ritterkreuz
- 1924: Dr. iur. h. c. der Rechts- u. Staatswissenschaftlichen Fakultät der Albertus-Universität Königsberg
- 1928: Dr. h. c. der Kulturwissenschaften der Technischen Hochschule Dresden
- 1931: Mitglied der Accademia Nazionale dei Lincei
- 1933: Goethe-Medaille für Kunst und Wissenschaft durch den Reichspräsidenten
- 1933: Dr. h. c. Theologische Fakultät der Universität Heidelberg zum 70. Geburtstag
- 1934: Korrespondierendes Mitglied der Preußischen Akademie der Wissenschaften

## Werke
- Sämtliche Werke, herausgegeben von Rainer A. Bast. 11 Bde. De Gruyter, Berlin 2018ff.
- Zur Lehre von der Definition, Tübingen 1888
- Der Gegenstand der Erkenntnis: ein Beitrag zum Problem der philosophischen Transcendenz, Freiburg 1892 ; Der Gegenstand der Erkenntnis. Einführung in die Transzendentalphilosophie. 3. völlig umgearb. u. erw. Auflage Tübingen 1915.
- Die Grenzen der naturwissenschaftlichen Begriffsbildung, Eine logische Einleitung in die historischen Wissenschaften, Freiburg 1896, Online Archive, 5. Auflage Tübingen 1929 (Nachdruck Hildesheim 2007)
- Kulturwissenschaft und Naturwissenschaft, Freiburg 1899, Online Archive, Digitalisat; Neuauflagen: Stuttgart 1986 sowie Celtis Verlag, Berlin 2013, ISBN 978-3-944253-00-8
- Wilhelm Windelband, Tübingen 1915, 2., verb. und um einen literarisch-kritischen Anh. verm. Aufl. 1929 (Digitalisat)
- Die Philosophie des Lebens. Darstellung und Kritik der philosophischen Modeströmungen unserer Zeit, Tübingen 1920; 2. Auflage 1922, Online Archive, (Digitalisat)
- System der Philosophie, Erster Teil: Allgemeine Grundlegung der Philosophie, Tübingen 1921 (Digitalisat)
- Die philosophischen Grundlagen von Fichtes Sozialismus, in: Logos XI (1922/23), S. 148–180
- Die Probleme der Geschichtsphilosophie. Eine Einführung, Heidelberg 1924; Neuauflage: Celtis Verlag, Berlin 2013, ISBN 978-3-944253-01-5.
- Kant als Philosoph der modernen Kultur. Ein geschichtsphilosophischer Versuch, J.C.B. Mohr (Paul Siebeck), Tübingen 1924 (Digitalisat)
- Über die Welt der Erfahrung, München 1927
- Die Logik des Prädikats und das Problem der Ontologie, Heidelberg 1930
- Die Heidelberger Tradition in der Deutschen Philosophie, Tübingen 1931 (Digitalisat)
- Goethes Faust. Die dramatische Einheit der Dichtung, J.C.B. Mohr (Paul Siebeck), Tübingen 1932. (Digitalisat)
- Grundprobleme der Philosophie. Methodologie, Ontologie, Anthropologie, J.C.B. Mohr (Paul Siebeck), Tübingen 1934.(Digitalisat)
- Unmittelbarkeit und Sinndeutung, Aufsätze zur Ausgestaltung des Systems der Philosophie, Tübingen 1939
- Philosophische Aufsätze, herausgegeben von Rainer A. Bast, Tübingen 1999 (mit ausführlichem Literaturverzeichnis)